# Solenopsis texana
Solenopsis texana es una especie de hormiga del género Solenopsis, subfamilia Myrmicinae.
Se alimenta de artrópodos de cuerpo blando, incluyendo otras especies de hormigas. La reina, después de aparearse comienza a criar obreras, pero en muchos casos permanece como parte de la colonia, así se dan colonias con más de una reina. Habita pastizales y campos abiertos. Se encuentra en el sur de Estados Unidos y en México.